# 瑞鶴圖
《瑞鶴圖》是宋徽宗趙佶少數留存的親筆畫之一，曾收录于《石渠宝笈续编》和《石渠随笔》中。此画描绘的是在汴梁宣德門上方飛翔、站立的20隻丹頂鶴。

## 背景
北宋政和二年正月十六汴京上空雲氣密集，群鶴翔集于城門上方，久久不去，長鳴經時而後向西北方飛去。徽宗以為祥瑞，故畫成此作。
时间按现在的阳历换算为1112年2月22日，并非丹顶鹤正常的迁徙时间，有可能是宋徽宗为了庆祝元宵节专门安排的。宋徽宗是爱鹤之人，统治期间，皇城至少发生过七次“瑞鹤”事件。

## 特征
画上有宋徽宗瘦金體题诗并记，款署為“御制御画并书”，還有“天下一人”的畫押及“御书”印，從繪畫風格及筆力來看都是宋徽宗赵佶所作無疑，曾錄入《宣和睿覽集》。宋亡後流入民間。其元、明時的流傳狀況無法考證，清入内府。後溥仪將其赐给溥杰，由此流出清宫，经天津运达长春的伪皇宫。之后转藏东北博物馆（今辽宁省博物馆）。

## 序
政和壬辰上元之次夕，忽有祥雲拂鬱低映端門，衆皆仰而視之。䖺有群鶴飛鳴於空中，仍有二鶴對止於鴟尾之端，頗甚閑適。餘皆翺翔，如應奏節。往來都民無不稽首瞻望，歎異久之。經時不散，迤邐㱕飛西北隅散。感兹祥瑞，故作詩以纪其實：
清暁觗稜拂彩霓，

仙禽告瑞忽來儀。

飄飄元是三山侶，

兩兩還呈千歲姿。

似擬碧鸞捿寶閣，

豈同赤鴈集天池。

徘徊嘹唳當丹闕，

故使憧憧庶俗知。

御製御書并書